# Шурчашма
Шурчашма́ (тадж. Шӯрчашма) — село у складі Хатлонської області Таджикистану. Входить до складу джамоату імені Худойора Раджабова Восейського району.
Село розташоване на річці Шурак.
Назва означає солоне джерело.
Населення — 876 осіб (2010; 858 в 2009).